# Mistrz Ołtarza Halepagenów
Mistrz Ołtarza Halepagenów – północno niemiecki malarz anonimowy aktywny na przełomie XV i XVI wieku. 
Swój przydomek otrzymał od Ołtarza Halepagenów, dzieła stworzonego na zlecenie burmistrza Hamburga Hermanna Langenbecka dla kościoła św. Piotra w Buxtehude. Głównym tematem ołtarza jest scena Drogi Krzyżowej, a na bocznych skrzydłach znajdują się cztery sceny pasyjne. Po lewej stronie znajduje się scena, na której obok Pawła Apostoła klęczy duchowny. Jego twarz podobna jest do portretu najwybitniejszej postaci miasta Buxtehude, Gerharda Halepaghe, przewodniczącego benedyktynów. Dzięki jego majątkowi, na mocy testamentu, powstała charytatywna fundacja spierająca studentów istniejąca do dzisiaj. Na prawym skrzydle przedstawiony został św. Hieronim; jego rysy przypominają postać samego burmistrza.   
Styl artysty nosi cechy realizmu sztuki niderlandzkiej. Prawdopodobnie pracował w pracowni Bernta Notkego. Jak twierdzi Wolfgang Hütt, w jego twórczości pojawiają się formy nawiązujące do szkoły z Ferrary a co za tym idzie, był prawdopodobnie jednym z nielicznych artystów, którzy odwiedzili Włochy.
Mistrz Ołtarza Halepagenów przez niektóre źródła identyfikowany jest z Wilmem Dedeke.